# タネ (マオリ神話)
タネ（Tāne）は、マオリ神話の神。天と地を引き離した、森とそこに生きる全ての生命の支配者で、とりわけカヌー大工はタネの加護を祈願する。

## 概要
タネという名は「男」という意味であり、タネは伴侶となる女を探し求める。まずは母パパのもとに行くが、拒絶される。それからいくつかの異なったものと一緒になるが、生まれてくるものは山の集まりや爬虫類だったり、草や石などだった。人間に近い姿をしているタネはこのことに不満で、やがて自分に相応しい女ヒネ・ハウ・オネをハワイキの浜辺にある柔らかい赤土から作った。二人の間からは娘ヒネ・ティタマが生まれるが、タネはこのヒネ・ティタマも妻にする。ヒネ・ティタマは自分の夫が父親であることを知らなかったが、ある時それを悟り、暗闇へと逃げ死の女神ヒネ・ヌイ・テ・ポとなった。